# アクアマリンふくしま

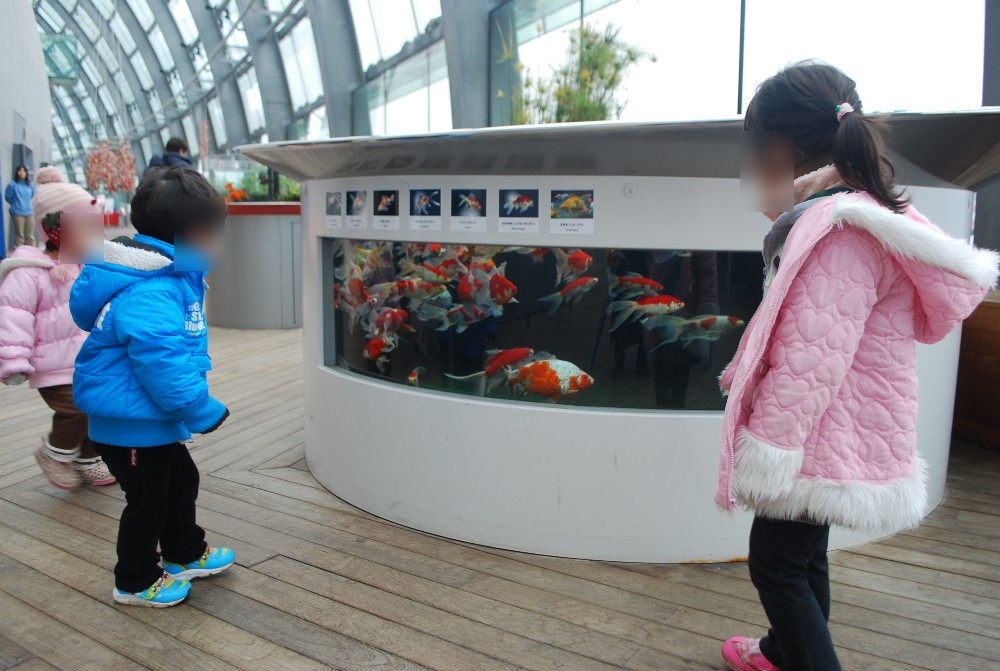
金魚の水槽。子供の目線に水槽が位置する。

ふくしま海洋科学館（ふくしまかいようかがくかん、英: Marine Science Museum,
Fukushima Prefecture）は、福島県いわき市小名浜に所在する水族館。愛称はアクアマリンふくしま（英: aquamarine Fukushima）。
施設は福島県が所有し、県の外郭団体である公益財団法人ふくしま海洋科学館が指定管理者として運営管理を行う。東北有数の水族館である。

## 施設
浜通り南部の太平洋に面した小名浜港第2号埠頭（いわき小名浜みなとオアシス・アクアマリンパーク内）に立地する。「海洋科学館」や「環境水族館」という名目のごとく、観光施設の要素に加えて教育施設の側面も持ち、水生生物の環境事業も行っている。そのため施設内にタッチングプールや展示物を設け、水生生物保全センターを設置している。
愛称「アクアマリンふくしま」は、1998年に実施した全国公募の結果、応募総数4,722点の中から選定された。水族館 (Aquarium) と海洋博物館・科学館 (Marine Museum) の機能を併せ持った施設であることに因み、それぞれの英文字を簡潔に組み合わせた造語「アクアマリン」でまとめた。且つ、強化ガラスのドーム屋根が、太陽光によって宝石のアクアマリンのようにきらきらと輝く様子にも因んでいる。またアクアマリンは航海の安全を祈る守護石でもあり、小名浜港に出入りする船の安全を守るシンボルとしての意味も込められている。

## 展示エリア・生物一覧
- わくわく里山・縄文の里
  - 主な生物 - ユーラシアカワウソ・アカネズミ等
- 海・生命の進化
  - 主な生物 - スナイロクラゲ、オウムガイ、アメリカカブトガニ、ヒガシナメクジウオ、クロヌタウナギ、エビスザメ、スポッテッドガー、シロチョウザメ、ネオセラトドゥス、オオサンショウウオ等
- 福島の川と沿岸
  - 主な生物 - ニッコウイワナ、ヤマメ、ゲンゴロウ、タガメ、イモリ、キンブナ、クサフグ、ボラ、メバル等
- 北の海の海獣・水鳥
  - 主な生物 - ゴマフアザラシ、トド、ウミガラス、エトピリカ
- オセアニック・ガレリア
  - 主な生物 - ニホンウナギ、キングエンゼルフィッシュ等
- 熱帯アジアの水辺
  - 主な生物 - マレーハコガメ、ブンチョウ、アジアアロワナ、ミナミトビハゼ、トランスルーセントグラスキャット、テッポウウオ、クロウミヘビ、ウシエビ等
- サンゴ礁の海
  - 主な生物 - メガネモチノウオ、テングハギ、ナンヨウハギ、ヘコアユ、チンアナゴ、ハナダイ等
- 親潮アイスボックス
  - 主な生物 - ハダカカメガイ、ナメダンゴ、トヤマエビ、オオカミウオ等
- 潮目の海
  - 主な生物～黒潮水槽～ - マイワシ、カタクチイワシ、カツオ、キハダ等
  - 主な生物～親潮水槽～ - サンマ（世界初）[6]、ウミタナゴ、チゴダラ、マボヤ等
- ふくしまの海～大陸棚への道～
  - 主な生物 - マルアオメエソ、キアンコウ、タカアシガニ、マトウダイ等
- アクアマリンえっぐ
  - 主な生物 - ユーラシアカワウソ、レッサースローロリス、キンカチョウ、インドシナウォータードラゴン、マダガスカルオオゴキブリ、ディスカス、トラウツボ、タマカエルウオ、会津地鶏等
- BIOBIOかっぱの里
  - 主な生物 - トウキョウダルマガエル、ドジョウ等
- 蛇の目ビーチ
  - 主な生物 - ヒトデ、ナマコ等
- シーラカンスの世界
  - 主な生物 - シーラカンス(標本)、インドネシアシーラカンス(標本)、タマカイ等
- 生きた芸術 金魚
  - 主な生物 - 浜錦、オランダシシガシラ、地金、コメット、東錦、ニシキゴイ等
- クウェート・ふくしま友好記念日本庭園
  - 主な生物 - フェネック、錦鯉、葛等

## 沿革

### 年表
- 1990年（平成2年） - 福島県海洋性レクリエーション懇談会にて、海洋文化・学習施設を、いわき市に開設することが提言された[7]。
- 1996年（平成8年） - 「飼育困難生物実験施設」から着工[7]。
- 1998年（平成10年） - 愛称を全国公募し、「アクアマリンふくしま」に決定。
- 2000年（平成12年）7月15日 - 開館。
- 2006年（平成18年）5月30日 - インドネシア海域において世界2例目となるシーラカンスの水中撮影に成功。
- 2007年（平成19年）11月23日 - 新潟市水族館 マリンピア日本海と提携。
- 2009年（平成21年）9月14日 - 世界で初めてバショウカジキの飼育展示を開始。
- 2010年（平成22年）
  - 3月20日 - 子供向けの体験型施設「アクアマリンえっぐ」をオープン。
  - 6月17日 - 同日から始まった大水槽改修に伴ってイワシ計5,000匹を新潟市水族館に預けたところ、翌日に同館のミスで全滅するという被害を被った[8][9]。しかし事故から約26時間後にはアカカマスとイワシ計1,800匹を運搬し、同館の営業危機を救った[8][10]。
- 2011年（平成23年）
  - 3月11日 - 東北地方太平洋沖地震（東日本大震災）に伴う津波で被災。
  - 7月15日 - 営業再開。
  - 8月27日 - 累計入館者数が1,000万人を突破[11]。
- 2013年（平成25年） - 和歌山県東牟婁郡串本町に水生生物保全センター串本分館をオープン[12]。
- 2018年（平成30年）11月5日 - 第10回世界水族館会議2018開催（日本国内2か所目）[13]
- 2019年（平成31年）1月16日 - 飼育していたエビのうち3種が新種であることを『ズータクサ』オンライン版で発表[14]。
- 2021年（令和3年）
  - 6月28日 - 古川健 （水産学者）、統括学芸員より2代理事長兼館長に昇任[15]
  - 7月18日 - 累計入館者数が1,500万人を突破[16]
- 2023年（令和5年）
  - 7月16日 - 累計入館者数が1,600万人を突破[17]
  - 7月25日 - 世界で唯一、飼育展示されていたクラカケアザラシの「くらまる」が心不全のため死亡した[18]
- 2024年（令和6年）4月1日、登録博物館に認定された[19]

### 歴代理事長兼館長
1. 安部義孝（2000年 - 2021年6月。開設館長。元上野動物園長、葛西臨海水族園開設園長）
2. 古川健 (水産学者)（2021年7月 -。統括学芸員から昇格）[20]

### 東日本大震災
2011年（平成23年）3月11日に発生した東北地方太平洋沖地震（東日本大震災）では揺れによる建物への損傷こそ殆ど無かったが、4.2mの津波が襲い、施設の地上1階全体が水没。スタッフ80人が3階に避難した。
その後、安部義孝館長の指示の下、自家発電装置で飼育生物の生命維持装置である濾過装置などを稼働していたが、日動水の支援もあり、3月16日にセイウチなど海獣を中心とした動物を他の水族館や動物園へ緊急移送（避難）させた。トド・セイウチ・ゴマフアザラシ・ユーラシアカワウソなどの海獣、ウミガラスなどは鳥類は鴨川シーワールドと伊豆三津シーパラダイスへ、カワウソが上野動物園に、ウミガラスが葛西臨海水族園など。ただしバックヤードに収容されるため基本的に展示は行われない。また、2011年4月1日にはメヒカリやガーといった魚類がマリンピア日本海に避難した。
搬出用のクレーンに自家発電装置用の備蓄燃料である軽油を消費したが、交通網の遮断に加えて立地するいわき市北部が福島第一原発事故による屋内退避基準の半径30kmに含まれる関係もあり、燃料と餌の調達は困難であった。その後、漁港の機能がマヒし、アザラシなどの海獣やカニなどの海洋生物・両生類・鳥類など約700種の餌も入手できず、最後に残った小型発電機の燃料を使い果たし、水の管理が出来なくなったため海洋生物20万匹が全滅したことが3月25日に判明した。
また施設内のWebサーバーも被災のため公式サイトが一時不通となり、3月16日頃に「マリンピア日本海」の公式サイトで被害状態などの惨状が掲載された。

#### 営業再開
2011年7月15日、震災から4か月ぶりに、営業を再開した。同日は、7月16日（土）・17日（日）・18日（月、海の日）の週末3連休の前日で、同館の開館記念日にあたる。震災後に生まれ、「きぼう」と名付けられたゴマフアザラシが注目を集めた。

## 特長

### 世界初の実績
- シーラカンスの生きた幼魚の撮影
- バショウカジキの展示
- サンマの水槽内繁殖、展示[26]。
- サザレスナヒトデの発見、命名[27]
- イサリビビクニン、トモシビビクニンの発見[28]
- ダイオウモミジヒトデの発見[29]

### 小名浜国際環境芸術祭
2004年より、環境保全と海洋資源をテーマに小名浜国際環境芸術祭を開催している。

## 入館者数
| 年度     | 入館者数    |
| -------- | ----------- |
| 2000年度 | 115万8770人 |
| 2001年度 | 098万6187人 |
| 2002年度 | 085万9117人 |
| 2003年度 | 075万7444人 |
| 2004年度 | 079万7703人 |
| 2005年度 | 081万5984人 |
| 2006年度 | 091万2529人 |
| 2007年度 | 100万2446人 |
| 2008年度 | 087万1666人 |
| 2009年度 | 090万3498人 |
| 2010年度 | 086万1326人 |
| 2011年度 | 025万8244人 |
| 2012年度 | 052万2269人 |
| 2013年度 | 059万7302人 |
| 2014年度 | 056万7069人 |
| 2015年度 | 055万8630人 |
| 2016年度 | 051万2894人 |
| 2017年度 | 053万2256人 |
| 2018年度 | 056万3517人 |
| 2019年度 | 053万3459人 |
| 2020年度 | 033万9845人 |
| 2021年度 | 033万5538人 |
| 2022年度 | 058万4564人 |
| 2023年度 | 061万1040人 |

0

## 入館料
- 一般1,800円（20名以上の団体は1,500円）
- 小学生・中学生・高校生900円（20名以上の団体は750円）
- 友好提携水族館割引
- 提携宿泊施設割引
- 身体障害者手帳・療育手帳・精神障害者保健福祉手帳割引

## アクセス

### 車
- E6 常磐道 いわき湯本ICから約20分
- E6 常磐道 いわき勿来ICから約30分
- E6 常磐道 いわき中央ICから約40分
- 福島空港から国道49号で約1時間40分

### 電車・路線バス
- JR常磐線 泉駅から新常磐交通バス（小名浜・江名方面）約15分、イオンモール小名浜バス停下車後徒歩約5分。または「支所入口」バス停下車後、徒歩約10分。

### 高速バス
- 東京駅から「小名浜」バス停まで約3時間。下車後徒歩約3分。

## 提携水族館

### 姉妹館
福島県耶麻郡猪苗代町にあるアクアマリンいなわしろカワセミ水族館（旧・いなわしろ淡水魚館）を、2015年より運営している。

### 友好館
新潟県の新潟市水族館 マリンピア日本海と2007年（平成19年）11月23日に友好館提携契約を締結。情報交換や技術提携など相互間の協力が図られている他、いずれかの年間入場パスポートを所有している入館者に対し割引制度が設けられている。

## 報道

### TV
- 夢の扉 〜NEXT DOOR〜（TBSテレビ番組） - 2007年（平成19年）5月13日付
- ザ・バックヤード 知の迷宮の裏側探訪（NHK教育テレビジョン） - 2023年（令和5年）5月24日付

### 近隣
- いわき小名浜みなとオアシス
- いわき・ら・ら・ミュウ（いわき市観光物産センター）